# Эльбрус (издательство)
«Эльбру́с» — советское и российское государственное издательство. Основано в 1928 году в Нальчике.

## История
Основано в 1928 году как «Кабарди́но-Балка́рское изда́тельство». В 1963 году получило нынешнее название и перешло в подчинение Государственному комитету Совета министров РСФСР по печати.
Специализировалось на выпуске массово-политической, сельскохозяйственной, художественной и краеведческой литературы, учебной литературы для кабардинских и балкарских школ.
В 2002 году издательство стало государственным унитарным предприятием.
| Статистика по объёмам производства. 1979–1990 годы | Статистика по объёмам производства. 1979–1990 годы | Статистика по объёмам производства. 1979–1990 годы | Статистика по объёмам производства. 1979–1990 годы | Статистика по объёмам производства. 1979–1990 годы | Статистика по объёмам производства. 1979–1990 годы | Статистика по объёмам производства. 1979–1990 годы | Статистика по объёмам производства. 1979–1990 годы |
| —                                                  | 1979                                               | 1980                                               | 1982                                               | 1983                                               | 1984                                               | 1985                                               | 1990                                               |
| -------------------------------------------------- | -------------------------------------------------- | -------------------------------------------------- | -------------------------------------------------- | -------------------------------------------------- | -------------------------------------------------- | -------------------------------------------------- | -------------------------------------------------- |
| Книг и брошюр, печатных единиц                     | 107                                                | 101                                                | 111                                                | 123                                                | 138                                                | 128                                                | 108                                                |
| Тираж, тыс. экз.                                   | 683                                                | 1285,8                                             | 890,5                                              | 848,6                                              | 807,4                                              | 903,9                                              | 710,1                                              |
| Печатных листов-оттисков, тыс.                     | н. д.                                              | 7408,8                                             | 10356,6                                            | 7262,1                                             | 10157,7                                            | 13926,8                                            | 12061,1                                            |